# Tetragnatha atristernis
Tetragnatha atristernis là một loài nhện trong họ Tetragnathidae.
Loài này thuộc chi Tetragnatha. Tetragnatha atristernis được Embrik Strand miêu tả năm 1913.